# Кузбаєвська сільська рада
Кузба́євська сільська рада (рос. Кузбаевский сельский совет) — муніципальне утворення у складі Бураєвського району Башкортостану, Росія. Адміністративний центр — присілок Кузбаєво.

## Населення
Населення — 640 осіб (2019, 869 в 2010, 1061 в 2002).

## Склад
До складу поселення входять такі населені пункти:
| Населений пункт      | Населення, осіб (2002) | Населення, осіб (2010) |
| -------------------- | ---------------------- | ---------------------- |
| Абдуллино, присілок  | 62                     | 58                     |
| Алтаєво, присілок    | 375                    | 261                    |
| Бустанаєво, присілок | 177                    | 156                    |
| Кузбаєво, присілок   | 447                    | 394                    |